# Parc naturel du Klioutchevskoï
Le parc naturel du Klioutchevskoï (en russe : природный парк «Ключевской», prirodny park Klioutchevskoï), est un parc naturel de Russie situé dans le Kamtchatka. Il regroupe plusieurs volcans du groupe volcanique du Klioutchevskoï dont le Klioutchevskoï. Avec cinq autres aires protégées de la péninsule, il fait partie du site du patrimoine mondial des Volcans du Kamtchatka.

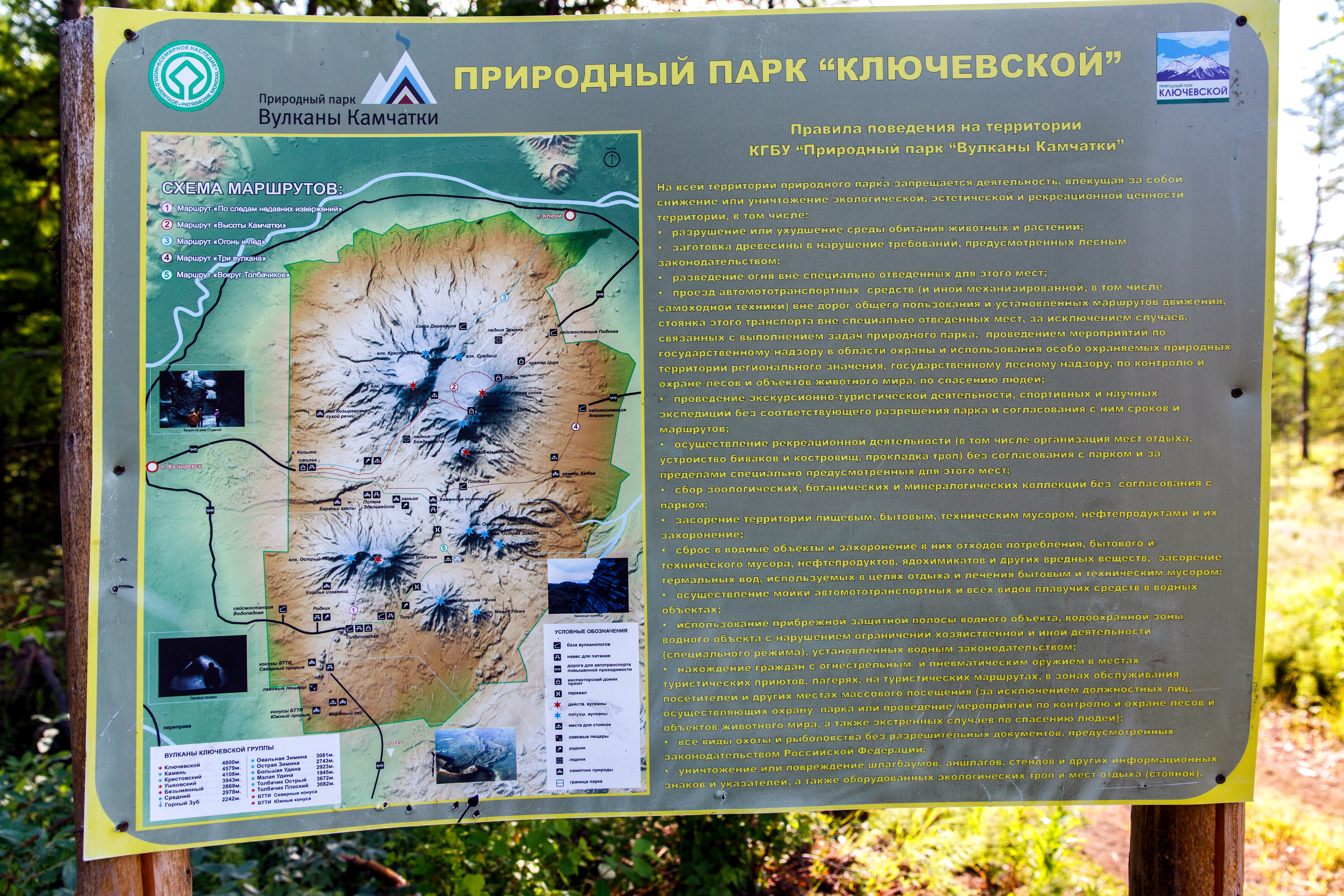
Panneau d'information touristique avec la carte du parc naturel.